# 陸錫恩
陸錫恩（1569年—1610年），字伯承，號九芝，浙江嘉興府平湖縣人，明朝政治人物。

## 生平
陸光祖孫，萬歷十六年戊子科浙江鄉試第七十六名舉人，二十三年（1595年）乙未科會試第二百四十九名，廷試三甲第四十一名進士。吏部觀政，本年六月授江西萬安縣知縣，時礦税起，有以回青石膏利啖中人者，锡恩械之，计令黠者發土，土皆𥒚砂，議遂罷。二十九年升刑部廣東司主事，妖書案禍作，罪人既得，當事猶持两端，锡恩出一言定之。三十四年丙午（1606年）典試雲南，明年以讞獄歸里。又三年而卒，年四十二。後贈刑部员外郎。自為壙撰墓誌，號夢蝶居士，又號痴大夫、癯丈人，皆自為傳。詩法陶韋，有《雙凫草》、《傳書堂集》。

## 家族
承嗣曾祖陸槩，贈禮部员外郎；本生曾祖陸杲，刑部主事，以子陸光祖贈刑部尚書。祖父陸光祚，陕西提学副使。父陸基誠，监生。母卜氏。严侍下。兄錫胤（庠生）；弟錫命。
子陸澄原。弟陸锡命，字仲敬，性至孝，母卜氏晚年病目，舐之复明，以例补中书舍人，东省岁灾，御史往赈，捐谷千石佐之，存活无算，建坊褒美生平，扶灾恤难，亲友待以举火者常数十家，率厚息称贷为之。又捐田百亩于家祠，以赡族。以子陸清源贵赠监察御史。